# Tour de Taiwán 2019
La 17.ª edición del Tour de Taiwán se celebró entre el 17 y el 21 de marzo de 2019 con inicio en la ciudad de Taipéi y final en la ciudad de Dapeng Bay en Taiwán (República de China). El recorrido consta de un total de 5 etapas sobre una distancia total de 717,94 km.
La carrera hizo parte del circuito UCI Asia Tour 2019 dentro de la categoría 2.1. El vencedor final fue el australiano Jonathan Clarke del Floyd's seguido del canadiense James Piccoli del Elevate-KHS y el neerlandés Etienne van Empel del Neri Sottoli-Selle Italia-KTM.

## Equipos participantes
Tomaron la partida un total de 20 equipos, de los cuales 4 son de categoría Profesional Continental, 13 Continental y 3 Selecciones nacionales, quienes conformaron un pelotón de 114 ciclistas de los cuales terminaron 103. Los equipos participantes fueron:
| Equipos continentales profesionales (4)- Israel Cycling Academy - Manzana Postobón - Neri Sottoli-Selle Italia-KTM - Nippo Vini Fantini Faizanè Equipos continentales (13)- Brunei Continental - Elevate-KHS Pro Cycling - Floyd's Pro Cycling - Herrmann Radteam - Hrinkow Advarics Cycleang - Kinan Cycling Team - Memil - Terengganu Inc-TSG Cycling Team - Thailand Continental - Team BridgeLane - Giant - Sapura - HKSI Equipos nacionales (3)- China Taipéi - Japón - Sudáfrica |
| |

## Recorrido
| Etapa     | Fecha     | Recorrido              | type                   | Distancia (km) | Ganador          | Líder            |
| --------- | --------- | ---------------------- | ---------------------- | -------------- | ---------------- | ---------------- |
| 1.ª etapa | 17 de mar | Taipéi – Taipéi        | etapa llana            | 83,2           | Bryan Gómez      | Bryan Gómez      |
| 2.ª etapa | 18 de mar | Taoyuan – Jiaoban Shan | etapa de media montaña | 118,88         | Jonathan Clarke  | Jonathan Clarke  |
| 3.ª etapa | 19 de mar | Hsinchu – Taichung     | etapa de media montaña | 156,5          | Nicholas White   | Giovanni Lonardi |
| 4.ª etapa | 20 de mar | Mingjian – Xiang Shan  | etapa de media montaña | 166,56         | James Piccoli    | Jonathan Clarke  |
| 5.ª etapa | 21 de mar | Pingtung – Dapeng Bay  | etapa llana            | 192,8          | Giovanni Lonardi | Jonathan Clarke  |

## Desarrollo de la carrera

### 1.ª etapa
| Taipéi - Taipéi | etapa llana | (83,2 km) |

| \| Clasificación de la etapa \| Clasificación de la etapa \| Clasificación de la etapa \| Clasificación de la etapa \| Clasificación de la etapa \| \| Ciclista \| Ciclista \| Equipo \| Tiempo \| \| \| ------------------------- \| ------------------------- \| -------------------------- \| ------------------------- \| ------------------------- \| \| 1.º \| Bryan Gómez \| Manzana Postobón \| 1 h 45 min 26 s \| \| \| 2.º \| Eric Young \| Elevate-KHS Pro Cycling \| + 0 s \| \| \| 3.º \| Yasuharu Nakajima \| Kinan Cycling Team \| + 0 s \| \| \| 4.º \| José Alfredo Rodríguez \| Elevate-KHS Pro Cycling \| + 0 s \| \| \| 5.º \| Travis McCabe \| Floyd's Pro Cycling \| + 0 s \| \| \| 6.º \| Jordan Parra \| Manzana Postobón \| + 0 s \| \| \| 7.º \| Chun Kai Feng \| China Taipéi \| + 0 s \| \| \| 8.º \| Giovanni Lonardi \| Nippo-Vini Fantini-Faizanè \| + 0 s \| \| \| 9.º \| Yuan Tang Peng \| China Taipéi \| + 0 s \| \| \| 10.º \| Gustav Basson \| Sudáfrica \| + 0 s \| \| |                        |                            |                 |
| |                        |                            |                 |
| Fuente: ProCyclingStats |                        |                            |                 |
| Clasificación de la etapa |                        |                            |                 |
| Ciclista | Ciclista               | Equipo                     | Tiempo          |
| 1.º | Bryan Gómez            | Manzana Postobón           | 1 h 45 min 26 s |
| 2.º | Eric Young             | Elevate-KHS Pro Cycling    | + 0 s           |
| 3.º | Yasuharu Nakajima      | Kinan Cycling Team         | + 0 s           |
| 4.º | José Alfredo Rodríguez | Elevate-KHS Pro Cycling    | + 0 s           |
| 5.º | Travis McCabe          | Floyd's Pro Cycling        | + 0 s           |
| 6.º | Jordan Parra           | Manzana Postobón           | + 0 s           |
| 7.º | Chun Kai Feng          | China Taipéi               | + 0 s           |
| 8.º | Giovanni Lonardi       | Nippo-Vini Fantini-Faizanè | + 0 s           |
| 9.º | Yuan Tang Peng         | China Taipéi               | + 0 s           |
| 10.º | Gustav Basson          | Sudáfrica                  | + 0 s           |

| \| Clasificación general \| Clasificación general \| Clasificación general \| Clasificación general \| Clasificación general \| \| Ciclista \| Ciclista \| Equipo \| Tiempo \| \| \| --------------------- \| ---------------------- \| --------------------------------- \| --------------------- \| --------------------- \| \| 1.º \| Bryan Gómez \| Manzana Postobón \| 1 h 45 min 16 s \| \| \| 2.º \| Lu Shao-hsuan \| China Taipéi \| + 3 s \| \| \| 3.º \| Eric Young \| Elevate-KHS Pro Cycling \| + 4 s \| \| \| 4.º \| Ho Burr \| HKSI Pro Cycling Team \| + 5 s \| \| \| 5.º \| Jing Huei Wang \| China Taipéi \| + 5 s \| \| \| 6.º \| Yasuharu Nakajima \| Kinan Cycling Team \| + 6 s \| \| \| 7.º \| Phuchong Sai-udomsin \| Thailand Continental Cycling Team \| + 9 s \| \| \| 8.º \| José Alfredo Rodríguez \| Elevate-KHS Pro Cycling \| + 10 s \| \| \| 9.º \| Travis McCabe \| Floyd's Pro Cycling \| + 10 s \| \| \| 10.º \| Jordan Parra \| Manzana Postobón \| + 10 s \| \| |                        |                                   |                 |
| |                        |                                   |                 |
| Fuente: ProCyclingStats |                        |                                   |                 |
| Clasificación general |                        |                                   |                 |
| Ciclista | Ciclista               | Equipo                            | Tiempo          |
| 1.º | Bryan Gómez            | Manzana Postobón                  | 1 h 45 min 16 s |
| 2.º | Lu Shao-hsuan          | China Taipéi                      | + 3 s           |
| 3.º | Eric Young             | Elevate-KHS Pro Cycling           | + 4 s           |
| 4.º | Ho Burr                | HKSI Pro Cycling Team             | + 5 s           |
| 5.º | Jing Huei Wang         | China Taipéi                      | + 5 s           |
| 6.º | Yasuharu Nakajima      | Kinan Cycling Team                | + 6 s           |
| 7.º | Phuchong Sai-udomsin   | Thailand Continental Cycling Team | + 9 s           |
| 8.º | José Alfredo Rodríguez | Elevate-KHS Pro Cycling           | + 10 s          |
| 9.º | Travis McCabe          | Floyd's Pro Cycling               | + 10 s          |
| 10.º | Jordan Parra           | Manzana Postobón                  | + 10 s          |

### 2.ª etapa
| Taoyuan - Jiaoban Shan | etapa de media montaña | (118,88 km) |

| \| Clasificación de la etapa \| Clasificación de la etapa \| Clasificación de la etapa \| Clasificación de la etapa \| Clasificación de la etapa \| \| Ciclista \| Ciclista \| Equipo \| Tiempo \| \| \| ------------------------- \| ------------------------- \| -------------------------- \| ------------------------- \| ------------------------- \| \| 1.º \| Jonathan Clarke \| Floyd's Pro Cycling \| 2 h 45 min 20 s \| \| \| 2.º \| Giovanni Lonardi \| Nippo-Vini Fantini-Faizanè \| + 0 s \| \| \| 3.º \| Nathan Earle \| Israel Cycling Academy \| + 0 s \| \| \| 4.º \| Diego Ochoa \| Manzana Postobón \| + 0 s \| \| \| 5.º \| Wilmar Paredes \| Manzana Postobón \| + 0 s \| \| \| 6.º \| Edmund Bradbury \| Memil Pro Cycling \| + 0 s \| \| \| 7.º \| Thomas Lebas \| Kinan Cycling Team \| + 0 s \| \| \| 8.º \| Jonas Rapp \| Hrinkow Advarics Cycleang \| + 0 s \| \| \| 9.º \| Chun Kai Feng \| China Taipéi \| + 0 s \| \| \| 10.º \| Nicholas White \| \| + 0 s \| \| |                  |                            |                 |
| |                  |                            |                 |
| Fuente: ProCyclingStats |                  |                            |                 |
| Clasificación de la etapa |                  |                            |                 |
| Ciclista | Ciclista         | Equipo                     | Tiempo          |
| 1.º | Jonathan Clarke  | Floyd's Pro Cycling        | 2 h 45 min 20 s |
| 2.º | Giovanni Lonardi | Nippo-Vini Fantini-Faizanè | + 0 s           |
| 3.º | Nathan Earle     | Israel Cycling Academy     | + 0 s           |
| 4.º | Diego Ochoa      | Manzana Postobón           | + 0 s           |
| 5.º | Wilmar Paredes   | Manzana Postobón           | + 0 s           |
| 6.º | Edmund Bradbury  | Memil Pro Cycling          | + 0 s           |
| 7.º | Thomas Lebas     | Kinan Cycling Team         | + 0 s           |
| 8.º | Jonas Rapp       | Hrinkow Advarics Cycleang  | + 0 s           |
| 9.º | Chun Kai Feng    | China Taipéi               | + 0 s           |
| 10.º | Nicholas White   |                            | + 0 s           |

| \| Clasificación general \| Clasificación general \| Clasificación general \| Clasificación general \| Clasificación general \| \| Ciclista \| Ciclista \| Equipo \| Tiempo \| \| \| --------------------- \| --------------------- \| ----------------------------- \| --------------------- \| --------------------- \| \| 1.º \| Jonathan Clarke \| Floyd's Pro Cycling \| 4 h 30 min 36 s \| \| \| 2.º \| Giovanni Lonardi \| Nippo-Vini Fantini-Faizanè \| + 4 s \| \| \| 3.º \| Nathan Earle \| Israel Cycling Academy \| + 6 s \| \| \| 4.º \| Chun Kai Feng \| China Taipéi \| + 10 s \| \| \| 5.º \| Nicholas White \| \| + 10 s \| \| \| 6.º \| Hayden McCormick \| Team BridgeLane \| + 10 s \| \| \| 7.º \| Etienne van Empel \| Neri Sottoli-Selle Italia-KTM \| + 10 s \| \| \| 8.º \| Daniel Jaramillo \| Manzana Postobón \| + 10 s \| \| \| 9.º \| Edmund Bradbury \| Memil Pro Cycling \| + 10 s \| \| \| 10.º \| Cristian Raileanu \| Team Sapura Cycling \| + 10 s \| \| |                   |                               |                 |
| |                   |                               |                 |
| Fuente: ProCyclingStats |                   |                               |                 |
| Clasificación general |                   |                               |                 |
| Ciclista | Ciclista          | Equipo                        | Tiempo          |
| 1.º | Jonathan Clarke   | Floyd's Pro Cycling           | 4 h 30 min 36 s |
| 2.º | Giovanni Lonardi  | Nippo-Vini Fantini-Faizanè    | + 4 s           |
| 3.º | Nathan Earle      | Israel Cycling Academy        | + 6 s           |
| 4.º | Chun Kai Feng     | China Taipéi                  | + 10 s          |
| 5.º | Nicholas White    |                               | + 10 s          |
| 6.º | Hayden McCormick  | Team BridgeLane               | + 10 s          |
| 7.º | Etienne van Empel | Neri Sottoli-Selle Italia-KTM | + 10 s          |
| 8.º | Daniel Jaramillo  | Manzana Postobón              | + 10 s          |
| 9.º | Edmund Bradbury   | Memil Pro Cycling             | + 10 s          |
| 10.º | Cristian Raileanu | Team Sapura Cycling           | + 10 s          |

### 3.ª etapa
| Hsinchu - Taichung | etapa de media montaña | (156,5 km) |

| \| Clasificación de la etapa \| Clasificación de la etapa \| Clasificación de la etapa \| Clasificación de la etapa \| Clasificación de la etapa \| \| Ciclista \| Ciclista \| Equipo \| Tiempo \| \| \| ------------------------- \| ------------------------- \| ----------------------------- \| ------------------------- \| ------------------------- \| \| 1.º \| Nicholas White \| \| 3 h 49 min 03 s \| \| \| 2.º \| Yuan Tang Peng \| China Taipéi \| + 0 s \| \| \| 3.º \| Giovanni Lonardi \| Nippo-Vini Fantini-Faizanè \| + 0 s \| \| \| 4.º \| Bryan Gómez \| Manzana Postobón \| + 0 s \| \| \| 5.º \| Edwin Ávila \| Israel Cycling Academy \| + 0 s \| \| \| 6.º \| Travis McCabe \| Floyd's Pro Cycling \| + 0 s \| \| \| 7.º \| Etienne van Empel \| Neri Sottoli-Selle Italia-KTM \| + 0 s \| \| \| 8.º \| Yasuharu Nakajima \| Kinan Cycling Team \| + 0 s \| \| \| 9.º \| Christopher Hatz \| Herrmann Radteam \| + 0 s \| \| \| 10.º \| Giuseppe Fonzi \| Neri Sottoli-Selle Italia-KTM \| + 0 s \| \| |                   |                               |                 |
| |                   |                               |                 |
| Fuente: ProCyclingStats |                   |                               |                 |
| Clasificación de la etapa |                   |                               |                 |
| Ciclista | Ciclista          | Equipo                        | Tiempo          |
| 1.º | Nicholas White    |                               | 3 h 49 min 03 s |
| 2.º | Yuan Tang Peng    | China Taipéi                  | + 0 s           |
| 3.º | Giovanni Lonardi  | Nippo-Vini Fantini-Faizanè    | + 0 s           |
| 4.º | Bryan Gómez       | Manzana Postobón              | + 0 s           |
| 5.º | Edwin Ávila       | Israel Cycling Academy        | + 0 s           |
| 6.º | Travis McCabe     | Floyd's Pro Cycling           | + 0 s           |
| 7.º | Etienne van Empel | Neri Sottoli-Selle Italia-KTM | + 0 s           |
| 8.º | Yasuharu Nakajima | Kinan Cycling Team            | + 0 s           |
| 9.º | Christopher Hatz  | Herrmann Radteam              | + 0 s           |
| 10.º | Giuseppe Fonzi    | Neri Sottoli-Selle Italia-KTM | + 0 s           |

| \| Clasificación general \| Clasificación general \| Clasificación general \| Clasificación general \| Clasificación general \| \| Ciclista \| Ciclista \| Equipo \| Tiempo \| \| \| --------------------- \| --------------------- \| ----------------------------- \| --------------------- \| --------------------- \| \| 1.º \| Giovanni Lonardi \| Nippo-Vini Fantini-Faizanè \| 8 h 19 min 39 s \| \| \| 2.º \| Nicholas White \| \| + 0 s \| \| \| 3.º \| Jonathan Clarke \| Floyd's Pro Cycling \| + 0 s \| \| \| 4.º \| Nathan Earle \| Israel Cycling Academy \| + 6 s \| \| \| 5.º \| Chun Kai Feng \| China Taipéi \| + 10 s \| \| \| 6.º \| Hayden McCormick \| Team BridgeLane \| + 10 s \| \| \| 7.º \| Etienne van Empel \| Neri Sottoli-Selle Italia-KTM \| + 10 s \| \| \| 8.º \| Fredrik Ludvigsson \| Memil Pro Cycling \| + 10 s \| \| \| 9.º \| Jesse Ewart \| Team Sapura Cycling \| + 10 s \| \| \| 10.º \| Cristian Raileanu \| Team Sapura Cycling \| + 10 s \| \| |                    |                               |                 |
| |                    |                               |                 |
| Fuente: ProCyclingStats |                    |                               |                 |
| Clasificación general |                    |                               |                 |
| Ciclista | Ciclista           | Equipo                        | Tiempo          |
| 1.º | Giovanni Lonardi   | Nippo-Vini Fantini-Faizanè    | 8 h 19 min 39 s |
| 2.º | Nicholas White     |                               | + 0 s           |
| 3.º | Jonathan Clarke    | Floyd's Pro Cycling           | + 0 s           |
| 4.º | Nathan Earle       | Israel Cycling Academy        | + 6 s           |
| 5.º | Chun Kai Feng      | China Taipéi                  | + 10 s          |
| 6.º | Hayden McCormick   | Team BridgeLane               | + 10 s          |
| 7.º | Etienne van Empel  | Neri Sottoli-Selle Italia-KTM | + 10 s          |
| 8.º | Fredrik Ludvigsson | Memil Pro Cycling             | + 10 s          |
| 9.º | Jesse Ewart        | Team Sapura Cycling           | + 10 s          |
| 10.º | Cristian Raileanu  | Team Sapura Cycling           | + 10 s          |

### 4.ª etapa
| Mingjian - Xiang Shan | etapa de media montaña | (166,56 km) |

| \| Clasificación de la etapa \| Clasificación de la etapa \| Clasificación de la etapa \| Clasificación de la etapa \| Clasificación de la etapa \| \| Ciclista \| Ciclista \| Equipo \| Tiempo \| \| \| ------------------------- \| ------------------------- \| ----------------------------- \| ------------------------- \| ------------------------- \| \| 1.º \| James Piccoli \| Elevate-KHS Pro Cycling \| 3 h 58 min 21 s \| \| \| 2.º \| Jonathan Clarke \| Floyd's Pro Cycling \| + 0 s \| \| \| 3.º \| Etienne van Empel \| Neri Sottoli-Selle Italia-KTM \| + 0 s \| \| \| 4.º \| Scott Bowden \| Team BridgeLane \| + 0 s \| \| \| 5.º \| Hideto Nakane \| Nippo-Vini Fantini-Faizanè \| + 0 s \| \| \| 6.º \| Nariyuki Masuda \| Japón \| + 0 s \| \| \| 7.º \| Marc Pritzen \| Sudáfrica \| + 0 s \| \| \| 8.º \| Jesse Ewart \| Team Sapura Cycling \| + 0 s \| \| \| 9.º \| Masakazu Ito \| Nippo-Vini Fantini-Faizanè \| + 0 s \| \| \| 10.º \| Chun Kai Feng \| China Taipéi \| + 0 s \| \| |                   |                               |                 |
| |                   |                               |                 |
| Fuente: ProCyclingStats |                   |                               |                 |
| Clasificación de la etapa |                   |                               |                 |
| Ciclista | Ciclista          | Equipo                        | Tiempo          |
| 1.º | James Piccoli     | Elevate-KHS Pro Cycling       | 3 h 58 min 21 s |
| 2.º | Jonathan Clarke   | Floyd's Pro Cycling           | + 0 s           |
| 3.º | Etienne van Empel | Neri Sottoli-Selle Italia-KTM | + 0 s           |
| 4.º | Scott Bowden      | Team BridgeLane               | + 0 s           |
| 5.º | Hideto Nakane     | Nippo-Vini Fantini-Faizanè    | + 0 s           |
| 6.º | Nariyuki Masuda   | Japón                         | + 0 s           |
| 7.º | Marc Pritzen      | Sudáfrica                     | + 0 s           |
| 8.º | Jesse Ewart       | Team Sapura Cycling           | + 0 s           |
| 9.º | Masakazu Ito      | Nippo-Vini Fantini-Faizanè    | + 0 s           |
| 10.º | Chun Kai Feng     | China Taipéi                  | + 0 s           |

| \| Clasificación general \| Clasificación general \| Clasificación general \| Clasificación general \| Clasificación general \| \| Ciclista \| Ciclista \| Equipo \| Tiempo \| \| \| --------------------- \| --------------------- \| ----------------------------- \| --------------------- \| --------------------- \| \| 1.º \| Jonathan Clarke \| Floyd's Pro Cycling \| 12 h 17 min 54 s \| \| \| 2.º \| James Piccoli \| Elevate-KHS Pro Cycling \| + 6 s \| \| \| 3.º \| Etienne van Empel \| Neri Sottoli-Selle Italia-KTM \| + 12 s \| \| \| 4.º \| Nathan Earle \| Israel Cycling Academy \| + 12 s \| \| \| 5.º \| Chun Kai Feng \| China Taipéi \| + 16 s \| \| \| 6.º \| Jesse Ewart \| Team Sapura Cycling \| + 16 s \| \| \| 7.º \| Edmund Bradbury \| Memil Pro Cycling \| + 16 s \| \| \| 8.º \| Daniel Jaramillo \| Manzana Postobón \| + 16 s \| \| \| 9.º \| Markus Freiberger \| Hrinkow Advarics Cycleang \| + 16 s \| \| \| 10.º \| Cristian Raileanu \| Team Sapura Cycling \| + 16 s \| \| |                   |                               |                  |
| |                   |                               |                  |
| Fuente: ProCyclingStats |                   |                               |                  |
| Clasificación general |                   |                               |                  |
| Ciclista | Ciclista          | Equipo                        | Tiempo           |
| 1.º | Jonathan Clarke   | Floyd's Pro Cycling           | 12 h 17 min 54 s |
| 2.º | James Piccoli     | Elevate-KHS Pro Cycling       | + 6 s            |
| 3.º | Etienne van Empel | Neri Sottoli-Selle Italia-KTM | + 12 s           |
| 4.º | Nathan Earle      | Israel Cycling Academy        | + 12 s           |
| 5.º | Chun Kai Feng     | China Taipéi                  | + 16 s           |
| 6.º | Jesse Ewart       | Team Sapura Cycling           | + 16 s           |
| 7.º | Edmund Bradbury   | Memil Pro Cycling             | + 16 s           |
| 8.º | Daniel Jaramillo  | Manzana Postobón              | + 16 s           |
| 9.º | Markus Freiberger | Hrinkow Advarics Cycleang     | + 16 s           |
| 10.º | Cristian Raileanu | Team Sapura Cycling           | + 16 s           |

### 5.ª etapa
| Pingtung - Dapeng Bay | etapa llana | (192,8 km) |

| \| Clasificación de la etapa \| Clasificación de la etapa \| Clasificación de la etapa \| Clasificación de la etapa \| Clasificación de la etapa \| \| Ciclista \| Ciclista \| Equipo \| Tiempo \| \| \| ------------------------- \| ------------------------- \| -------------------------- \| ------------------------- \| ------------------------- \| \| 1.º \| Giovanni Lonardi \| Nippo-Vini Fantini-Faizanè \| 4 h 26 min 20 s \| \| \| 2.º \| Eric Young \| Elevate-KHS Pro Cycling \| + 0 s \| \| \| 3.º \| Hayato Yoshida \| Nippo-Vini Fantini-Faizanè \| + 0 s \| \| \| 4.º \| Mohamad Izzat Abdul Halil \| Team Sapura Cycling \| + 0 s \| \| \| 5.º \| Travis McCabe \| Floyd's Pro Cycling \| + 0 s \| \| \| 6.º \| Nicholas White \| \| + 0 s \| \| \| 7.º \| Yasuharu Nakajima \| Kinan Cycling Team \| + 0 s \| \| \| 8.º \| Florenz Knauer \| Herrmann Radteam \| + 0 s \| \| \| 9.º \| Zhiwen Chen \| Giant Cycling Team \| + 0 s \| \| \| 10.º \| Gustav Basson \| Sudáfrica \| + 0 s \| \| |                           |                            |                 |
| |                           |                            |                 |
| Fuente: ProCyclingStats |                           |                            |                 |
| Clasificación de la etapa |                           |                            |                 |
| Ciclista | Ciclista                  | Equipo                     | Tiempo          |
| 1.º | Giovanni Lonardi          | Nippo-Vini Fantini-Faizanè | 4 h 26 min 20 s |
| 2.º | Eric Young                | Elevate-KHS Pro Cycling    | + 0 s           |
| 3.º | Hayato Yoshida            | Nippo-Vini Fantini-Faizanè | + 0 s           |
| 4.º | Mohamad Izzat Abdul Halil | Team Sapura Cycling        | + 0 s           |
| 5.º | Travis McCabe             | Floyd's Pro Cycling        | + 0 s           |
| 6.º | Nicholas White            |                            | + 0 s           |
| 7.º | Yasuharu Nakajima         | Kinan Cycling Team         | + 0 s           |
| 8.º | Florenz Knauer            | Herrmann Radteam           | + 0 s           |
| 9.º | Zhiwen Chen               | Giant Cycling Team         | + 0 s           |
| 10.º | Gustav Basson             | Sudáfrica                  | + 0 s           |

## Clasificaciones finales
Las clasificaciones finalizaron de la siguiente forma:

### Clasificación general
| \| Clasificación general \| Clasificación general \| Clasificación general \| Clasificación general \| Clasificación general \| \| Ciclista \| Ciclista \| Equipo \| Tiempo \| \| \| --------------------- \| --------------------- \| ----------------------------- \| --------------------- \| --------------------- \| \| 1.º \| Jonathan Clarke \| Floyd's Pro Cycling \| 16 h 44 min 14 s \| \| \| 2.º \| James Piccoli \| Elevate-KHS Pro Cycling \| + 6 s \| \| \| 3.º \| Etienne van Empel \| Neri Sottoli-Selle Italia-KTM \| + 10 s \| \| \| 4.º \| Nathan Earle \| Israel Cycling Academy \| + 12 s \| \| \| 5.º \| Diego Ochoa \| Manzana Postobón \| + 13 s \| \| \| 6.º \| Guy Niv \| Israel Cycling Academy \| + 14 s \| \| \| 7.º \| Edmund Bradbury \| Memil Pro Cycling \| + 15 s \| \| \| 8.º \| Nariyuki Masuda \| Japón \| + 15 s \| \| \| 9.º \| Chun Kai Feng \| China Taipéi \| + 16 s \| \| \| 10.º \| Cristian Raileanu \| Team Sapura Cycling \| + 16 s \| \| |                   |                               |                  |
| |                   |                               |                  |
| Fuente: ProCyclingStats |                   |                               |                  |
| Clasificación general |                   |                               |                  |
| Ciclista | Ciclista          | Equipo                        | Tiempo           |
| 1.º | Jonathan Clarke   | Floyd's Pro Cycling           | 16 h 44 min 14 s |
| 2.º | James Piccoli     | Elevate-KHS Pro Cycling       | + 6 s            |
| 3.º | Etienne van Empel | Neri Sottoli-Selle Italia-KTM | + 10 s           |
| 4.º | Nathan Earle      | Israel Cycling Academy        | + 12 s           |
| 5.º | Diego Ochoa       | Manzana Postobón              | + 13 s           |
| 6.º | Guy Niv           | Israel Cycling Academy        | + 14 s           |
| 7.º | Edmund Bradbury   | Memil Pro Cycling             | + 15 s           |
| 8.º | Nariyuki Masuda   | Japón                         | + 15 s           |
| 9.º | Chun Kai Feng     | China Taipéi                  | + 16 s           |
| 10.º | Cristian Raileanu | Team Sapura Cycling           | + 16 s           |

### Clasificación por puntos
| Clasificación por puntos | Clasificación por puntos | Clasificación por puntos      | Clasificación por puntos | Clasificación por puntos |
| Ciclista                 | Ciclista                 | Equipo                        | Puntos                   |                          |
| ------------------------ | ------------------------ | ----------------------------- | ------------------------ | ------------------------ |
| 1.º                      | Yasuharu Nakajima        | Kinan Cycling Team            | 43 pts                   |                          |
| 2.º                      | Giovanni Lonardi         | Nippo-Vini Fantini-Faizanè    | 36 pts                   |                          |
| 3.º                      | Travis McCabe            | Floyd's Pro Cycling           | 32 pts                   |                          |
| 4.º                      | Nicholas White           |                               | 30 pts                   |                          |
| 5.º                      | Eric Young               | Elevate-KHS Pro Cycling       | 30 pts                   |                          |
| 6.º                      | Bryan Gómez              | Manzana Postobón              | 29 pts                   |                          |
| 7.º                      | Yuan Tang Peng           | China Taipéi                  | 26 pts                   |                          |
| 8.º                      | Etienne van Empel        | Neri Sottoli-Selle Italia-KTM | 25 pts                   |                          |
| 9.º                      | Chun Kai Feng            | China Taipéi                  | 19 pts                   |                          |
| 10.º                     | James Piccoli            | Elevate-KHS Pro Cycling       | 15 pts                   |                          |

### Clasificación de la montaña
| Clasificación de la montaña | Clasificación de la montaña | Clasificación de la montaña | Clasificación de la montaña | Clasificación de la montaña |
| Ciclista                    | Ciclista                    | Equipo                      | Puntos                      |                             |
| --------------------------- | --------------------------- | --------------------------- | --------------------------- | --------------------------- |
| 1.º                         | Wilmar Paredes              | Manzana Postobón            | 37 pts                      |                             |
| 2.º                         | Marcus Culey                | Team Sapura Cycling         | 34 pts                      |                             |
| 3.º                         | Shōtarō Iribe               | Japón                       | 21 pts                      |                             |
| 4.º                         | Thomas Lebas                | Kinan Cycling Team          | 20 pts                      |                             |
| 5.º                         | Jonathan Clarke             | Floyd's Pro Cycling         | 16 pts                      |                             |
| 6.º                         | Diego Ochoa                 | Manzana Postobón            | 13 pts                      |                             |
| 7.º                         | Giovanni Lonardi            | Nippo-Vini Fantini-Faizanè  | 12 pts                      |                             |
| 8.º                         | Bernardo Suaza              | Manzana Postobón            | 11 pts                      |                             |
| 9.º                         | Jesse Ewart                 | Team Sapura Cycling         | 10 pts                      |                             |
| 10.º                        | Samuel Volkers              | Memil Pro Cycling           | 10 pts                      |                             |

### Clasificación por equipos
| Clasificación por equipos | Clasificación por equipos     | Clasificación por equipos | Clasificación por equipos |
| Equipo                    | Equipo                        | Tiempo                    |                           |
| ------------------------- | ----------------------------- | ------------------------- | ------------------------- |
| 1.º                       | Nippo Vini Fantini Faizanè    | 50 h 13 min 30 s          |                           |
| 2.º                       | Manzana Postobón              | + 0 s                     |                           |
| 3.º                       | Kinan Cycling Team            | + 0 s                     |                           |
| 4.º                       | Floyd's Pro Cycling           | + 0 s                     |                           |
| 5.º                       | Hrinkow Advarics Cycleang     | + 4 min 45 s              |                           |
| 6.º                       | Sapura                        | + 7 min 02 s              |                           |
| 7.º                       | Team BridgeLane               | + 8 min 32 s              |                           |
| 8.º                       | Memil                         | + 8 min 50 s              |                           |
| 9.º                       | Israel Cycling Academy        | + 12 min 42 s             |                           |
| 10.º                      | Neri Sottoli-Selle Italia-KTM | + 13 min 28 s             |                           |

## Evolución de las clasificaciones
| Etapa                   | Vencedor                | Clasificación general | Clasificación por puntos | Clasificación de la montaña | Clasificación del mejor asiático | Clasificación por equipos  |
| ----------------------- | ----------------------- | --------------------- | ------------------------ | --------------------------- | -------------------------------- | -------------------------- |
| 1.ª                     | Bryan Gómez             | Bryan Gómez           | Bryan Gómez              | no otorgado                 | Shao Hsuan Lu                    | BridgeLane                 |
| 2.ª                     | Jonathan Clarke         | Jonathan Clarke       | Eric Young               | Wilmar Paredes              | Chun Kai Feng                    | Manzana Postobón           |
| 3.ª                     | Nicholas White          | Giovanni Lonardi      | Yasuharu Nakajima        | Wilmar Paredes              | Chun Kai Feng                    | Manzana Postobón           |
| 4.ª                     | James Piccoli           | Jonathan Clarke       | Yasuharu Nakajima        | Wilmar Paredes              | Chun Kai Feng                    | Manzana Postobón           |
| 5.ª                     | Giovanni Lonardi        | Jonathan Clarke       | Yasuharu Nakajima        | Wilmar Paredes              | Nariyuki Masuda                  | Nippo-Vini Fantini-Faizanè |
| Clasificaciones finales | Clasificaciones finales | Jonathan Clarke       | Yasuharu Nakajima        | Wilmar Paredes              | Nariyuki Masuda                  | Nippo-Vini Fantini-Faizanè |

## UCI World Ranking
El Tour de Taiwán otorgó puntos para el UCI World Ranking para corredores de los equipos en las categorías UCI WorldTeam, Profesional Continental y Equipos Continentales. Las siguientes tablas muestran el baremo de puntuación y los 10 corredores que obtuvieron más puntos:
| Posición              | 1.º | 2.º | 3.º | 4.º | 5.º | 6.º | 7.º | 8.º | 9.º | 10.º | 11.º | 12.º | 13.º-15.º | 16.º-25.º |
| Clasificación general | 125 | 85  | 70  | 60  | 50  | 40  | 35  | 30  | 25  | 20   | 15   | 10   | 5         | 3         |
| Por etapa             | 14  | 5   | 3   |     |     |     |     |     |     |      |      |      |           |           |
| Líder                 | 3   |     |     |     |     |     |     |     |     |      |      |      |           |           |

| Clasificación |                   |                               |         |       |       |       |
| Posición      | Ciclista          | Equipo                        | General | Etapa | Líder | Total |
| ------------- | ----------------- | ----------------------------- | ------- | ----- | ----- | ----- |
| 1.º           | Jonathan Clarke   | Floyd's                       | 125     | 19    | 6     | 150   |
| 2.º           | James Piccoli     | Elevate-KHS                   | 85      | 14    | -     | 99    |
| 3.º           | Etienne van Empel | Neri Sottoli-Selle Italia-KTM | 70      | 3     | -     | 73    |
| 4.º           | Nathan Earle      | Israel Cycling Academy        | 60      | 3     | -     | 63    |
| 5.º           | Diego Ochoa       | Manzana Postobón              | 50      | -     | -     | 50    |
| 6.º           | Guy Niv           | Israel Cycling Academy        | 40      | -     | -     | 40    |
| 7.º           | Edmund Bradbury   | Memil                         | 35      | -     | -     | 35    |
| 8.º           | Nariyuki Masuda   | Selección de Japón            | 30      | -     | -     | 30    |
| 9.º           | Chun Kai Feng     | Selección de Taiwán           | 25      | -     | -     | 25    |
| 10.º          | Giovanni Lonardi  | Nippo-Vini Fantini-Faizanè    | -       | 22    | 3     | 25    |